# São Domingos do Norte
São Domingos do Norte è un comune del Brasile nello Stato dell'Espírito Santo, parte della mesoregione del Noroeste Espírito-Santense e della microregione di Colatina.